# Громазера (Бергамо)
Громазера је насеље у Италији у округу Бергамо, региону Ломбардија.
Према процени из 2011. у насељу је живело 122 становника. Насеље се налази на надморској висини од 895 м.